# Kulmbach
Kulmbach – miasto powiatowe w Niemczech, w kraju związkowym Bawaria, w rejencji Górna Frankonia, w regionie Oberfranken-Ost, siedziba powiatu Kulmbach. Zamieszkuje je 26,7 tys. mieszkańców. W mieście znajduje się zamek Plassenburg.

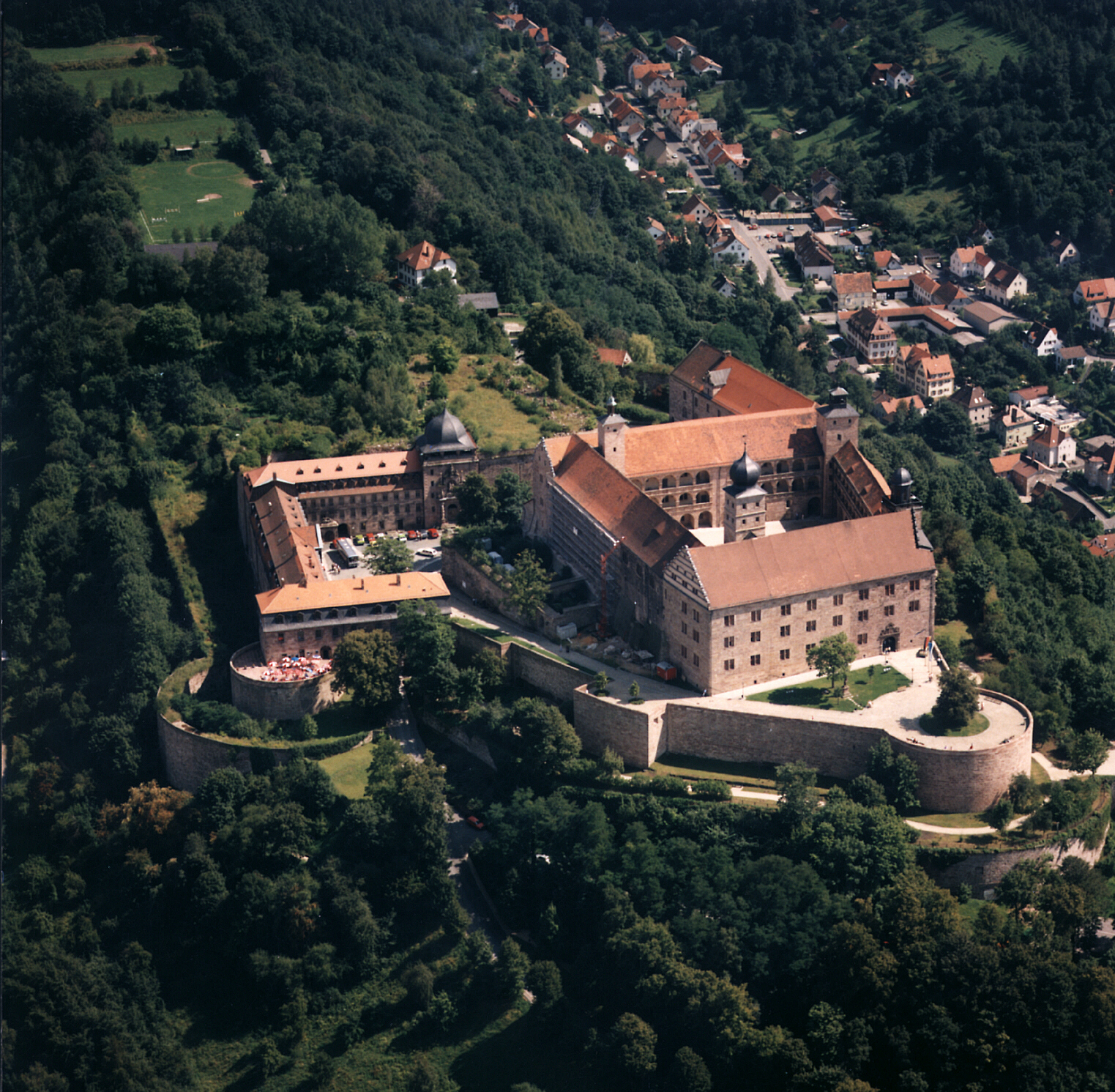
Zamek Plassenburg

## Gospodarka
W mieście rozwinął się przemysł maszynowy, chemiczny, elektrotechniczny, nowych technologii oraz browarniczy.

## Polityka

### Burmistrzowie
- 1946: Georg Hagen, SPD
- 1950: Hans Tichi, GB/BHE
- 1958–1970: Wilhelm Murrmann, FWG
- 1970–1995: Dr. Erich Stammberger, FWG
- 1995–2007: Inge Aures, SPD
- 2007–2020: Henry Schramm (CSU)
- od 2020: Ingo Lehmann (SPD)

## Honorowi obywatele miasta
- 1897: Michael Täffner
- 1900: Hermann Limmer
- 1965: Albert Ruckdeschel
- 1977: Karl Herold
- 1996: Dr. Erich Stammberger
- 2002: Horst Uhlemann[2]

### Współpraca
Miejscowości partnerskie:
- Bursa, Turcja, od 1998
- Kilmarnock, Szkocja, od 1974
- Lüneburg, Dolna Saksonia, od 1967
- Lugo, Włochy, od 1974
- Rust, Austria, od 1981
- Saalfeld/Saale, Turyngia, od 1988

## Galeria

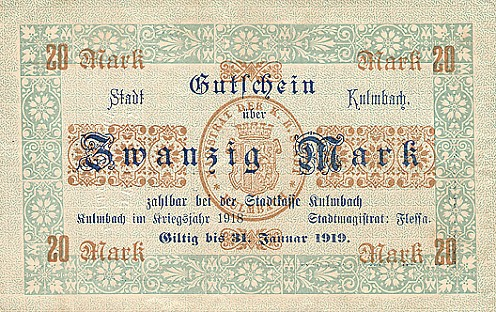
Notgeld wydany w Kulmbach w 1918
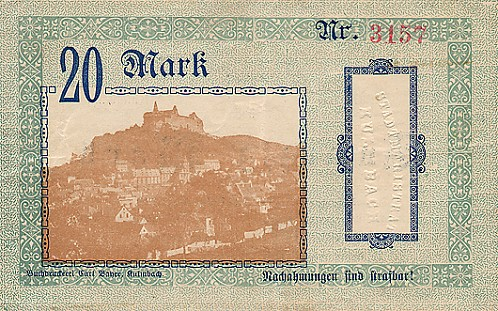
Notgeld wydany w Kulmbach w 1918